# 豐田陸地巡洋艦
丰田陆地巡洋舰（英語：Toyota Land Cruiser；日语： Toyota Rando-Kurūzā）是由日本丰田汽车公司生产的一款四轮驱动汽车。其研发工作始于1950年，于1954年投产，有硬顶、软顶甚至多功能卡车等衍生车款。陆地巡洋舰因其全尺寸、非承载式车身、四轮驱动等技术特点以及高可靠性和耐用性受到广泛欢迎。

## BJ和FJ系列
1950年朝鲜战争爆发，美军急需一种轻型多功能车，美国政府向丰田公司订购了100辆得到Jeep授权的新威利斯车款。1951年1月，丰田开始研发Jeep BJ原型车，其设计初衷是像路虎1系一样为了满足军用多功能需求。Jeep BJ比原版美军Jeep稍大，动力更强，其Type B 3.4升直列6缸汽油引擎可产生85马力（63千瓦，3600rpm）的功率和215牛·米（159lb·ft，1600rpm）的扭矩，使用了与Jeep相似的分时四驱系统。
1951年，丰田公司试车手将下一代Jeep BJ的原型车开上了此前从未有机动车涉足的富士山第六阶，这次测试给日本警察厅留下深刻印象，迅速订购289辆，成为官方用车。
1953年，“丰田Jeep BJ”开始在丰田公司组装，最终的组装和喷漆工作在荒川钣金工业（现为丰田集团下属分公司）完成。丰田Jeep BJ有BJ-T，BJ-R，BJ-J等衍生车型。
1954年，丰田公司引入了“陆地巡洋舰”这个名字，起初是为了在气势上不输于竞争者，英国的越野车“路虎”。同年引入了新的125马力，3.9升Type F引擎并命名为FJ-J。

## 40系列
生产日期

## J300（2021年）

### 圖集

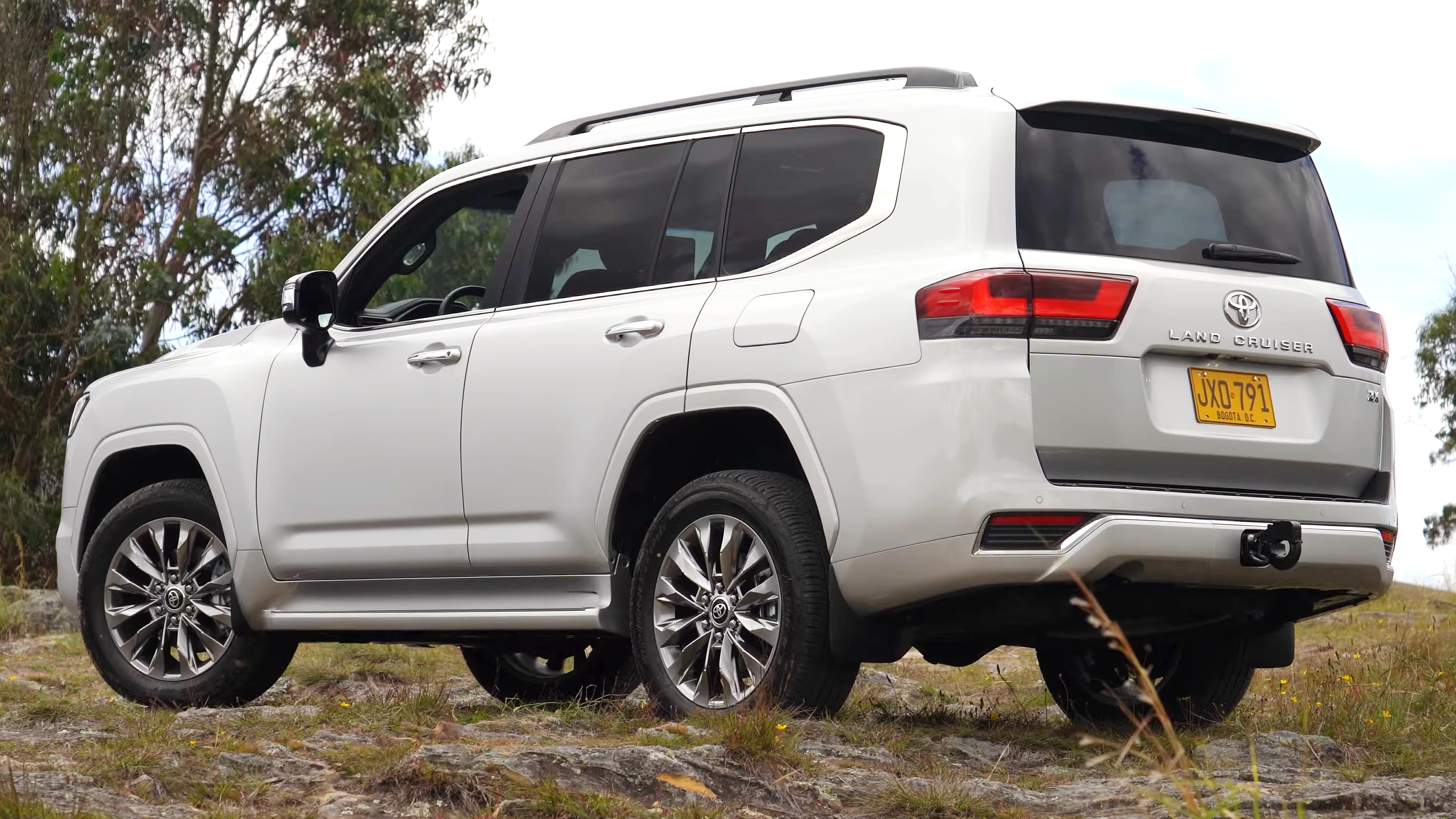
2021年豐田陸地巡洋艦ZX（VJA300）車尾
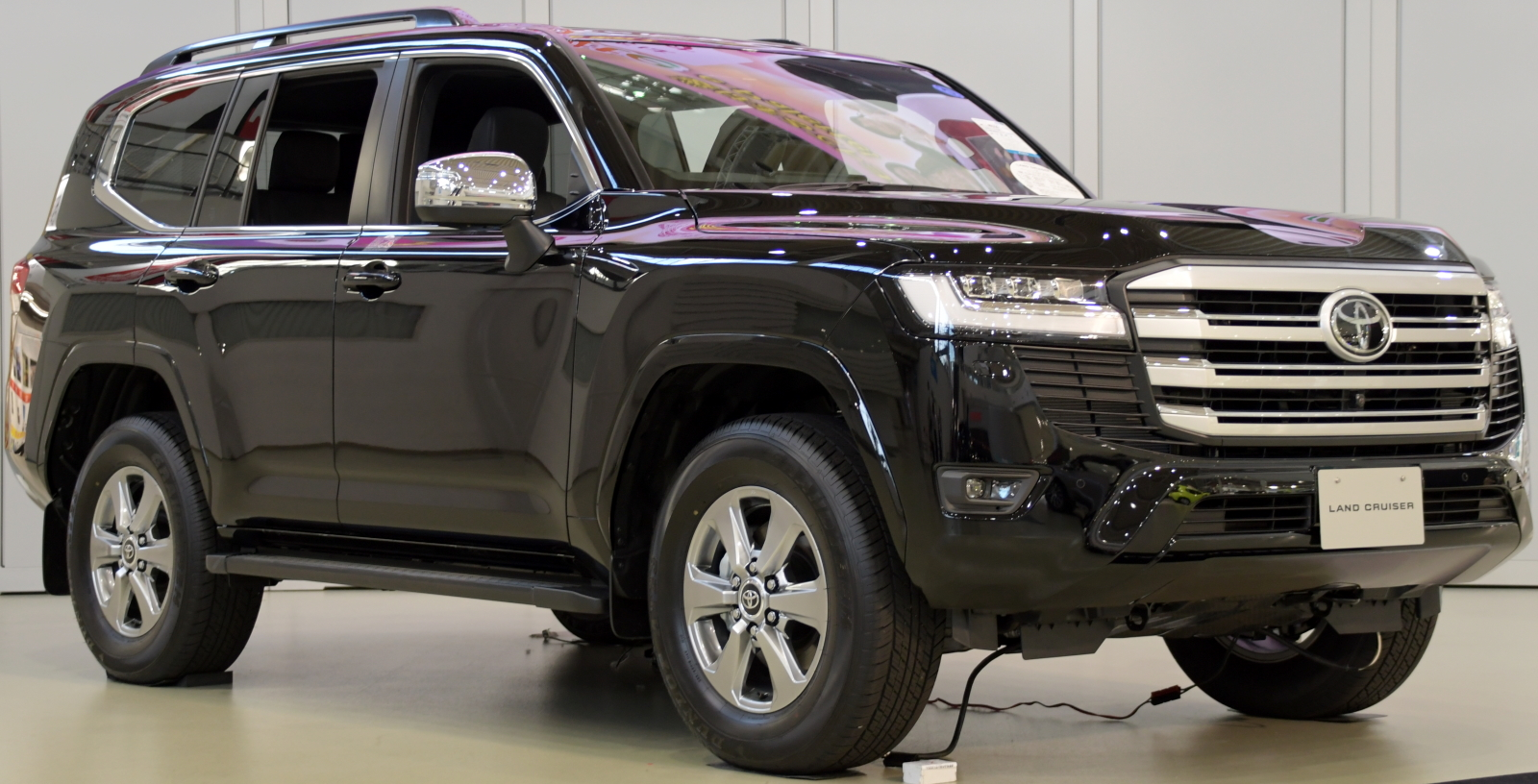
2021年豐田陸地巡洋艦VX（VJA300W）
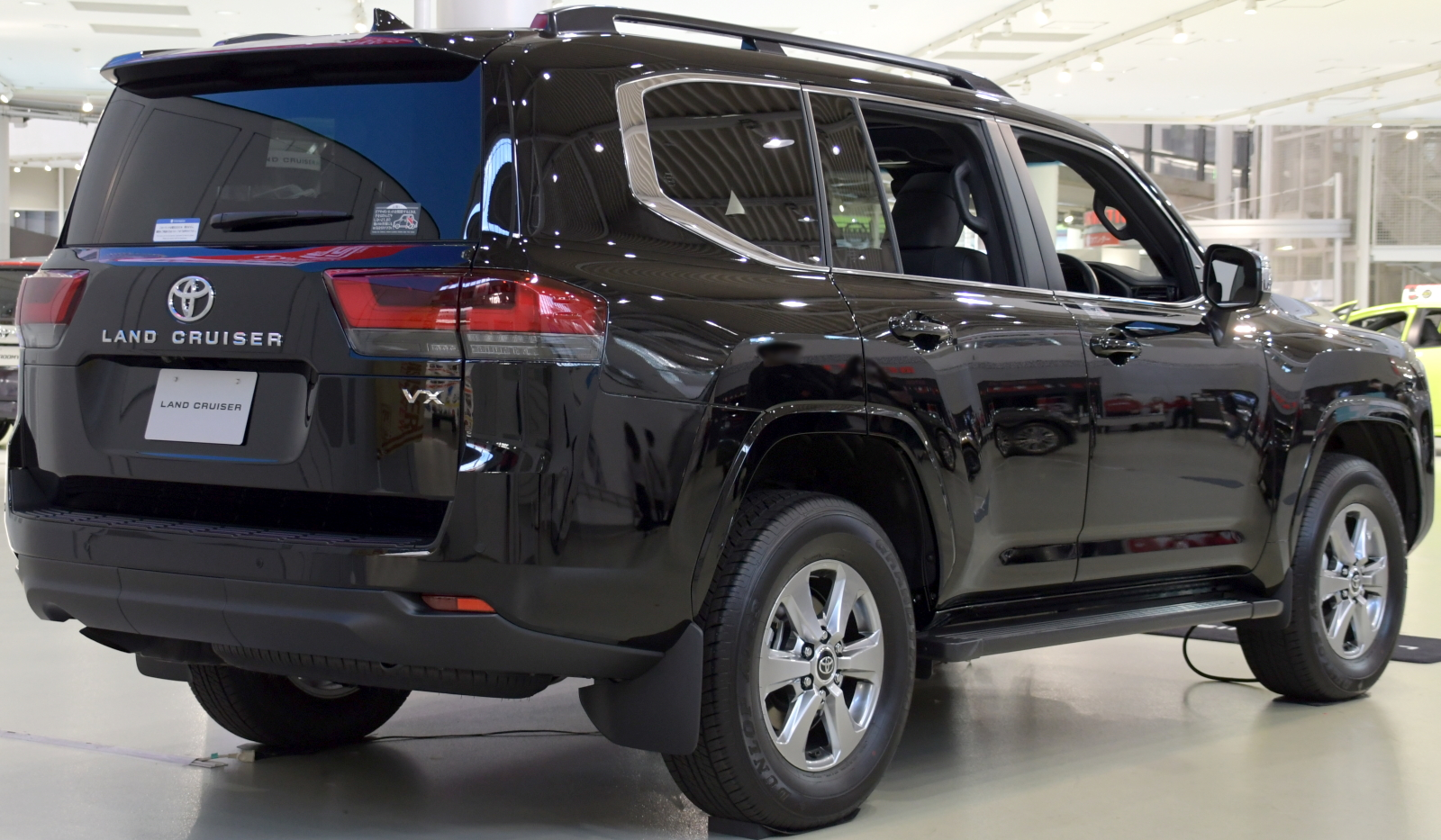
車尾
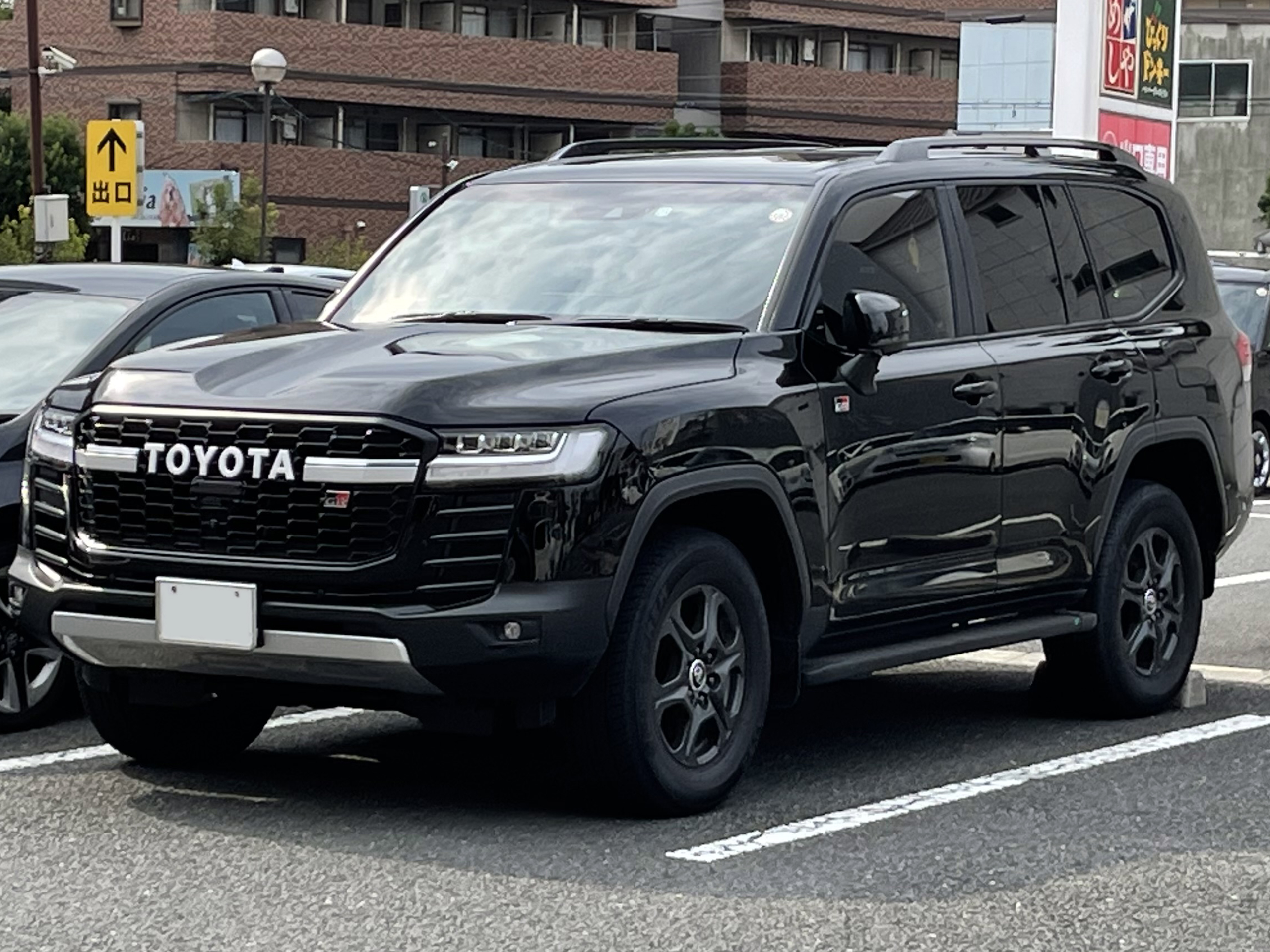
2021年豐田陸地巡洋艦GR Sport
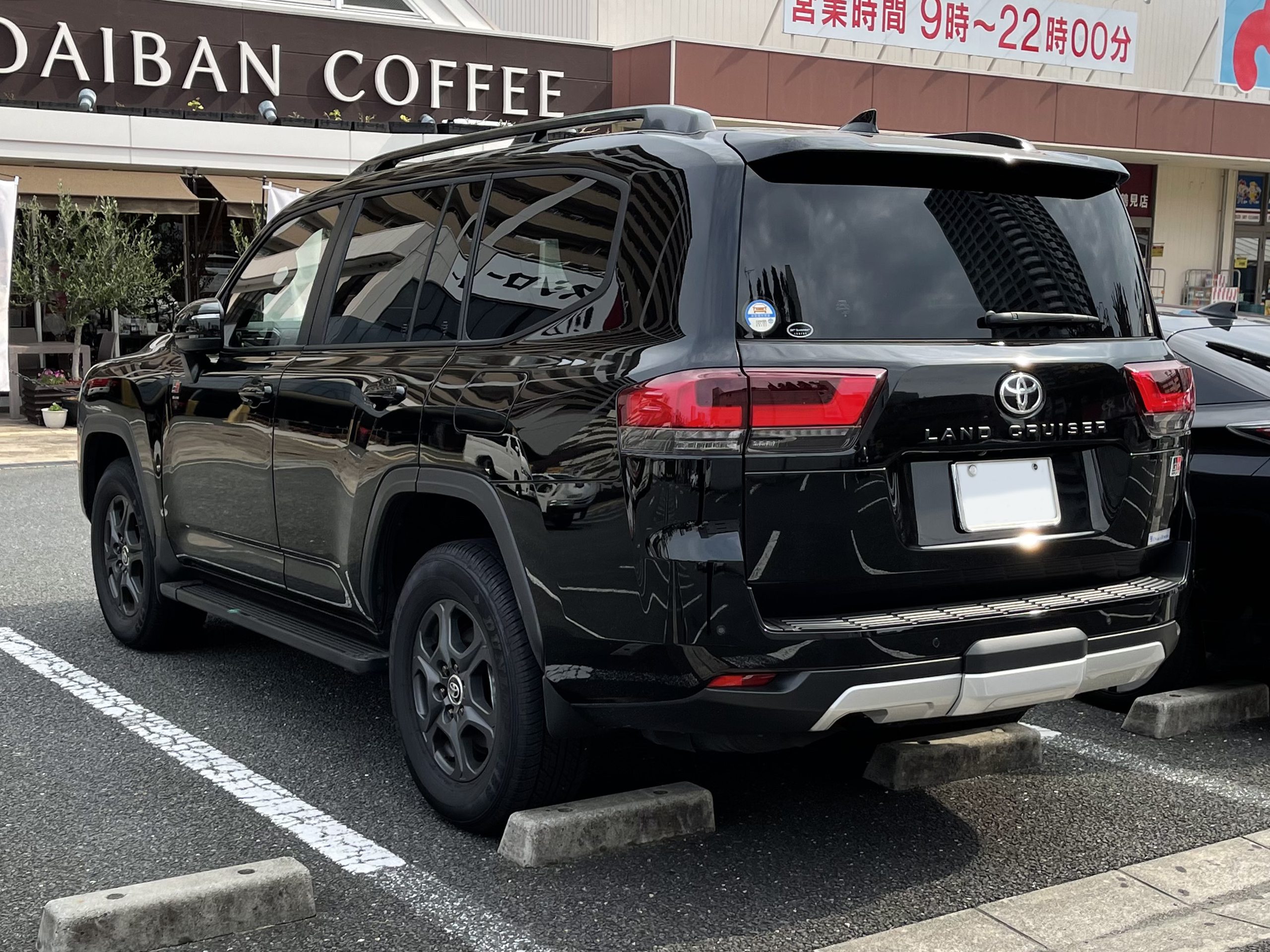
車尾
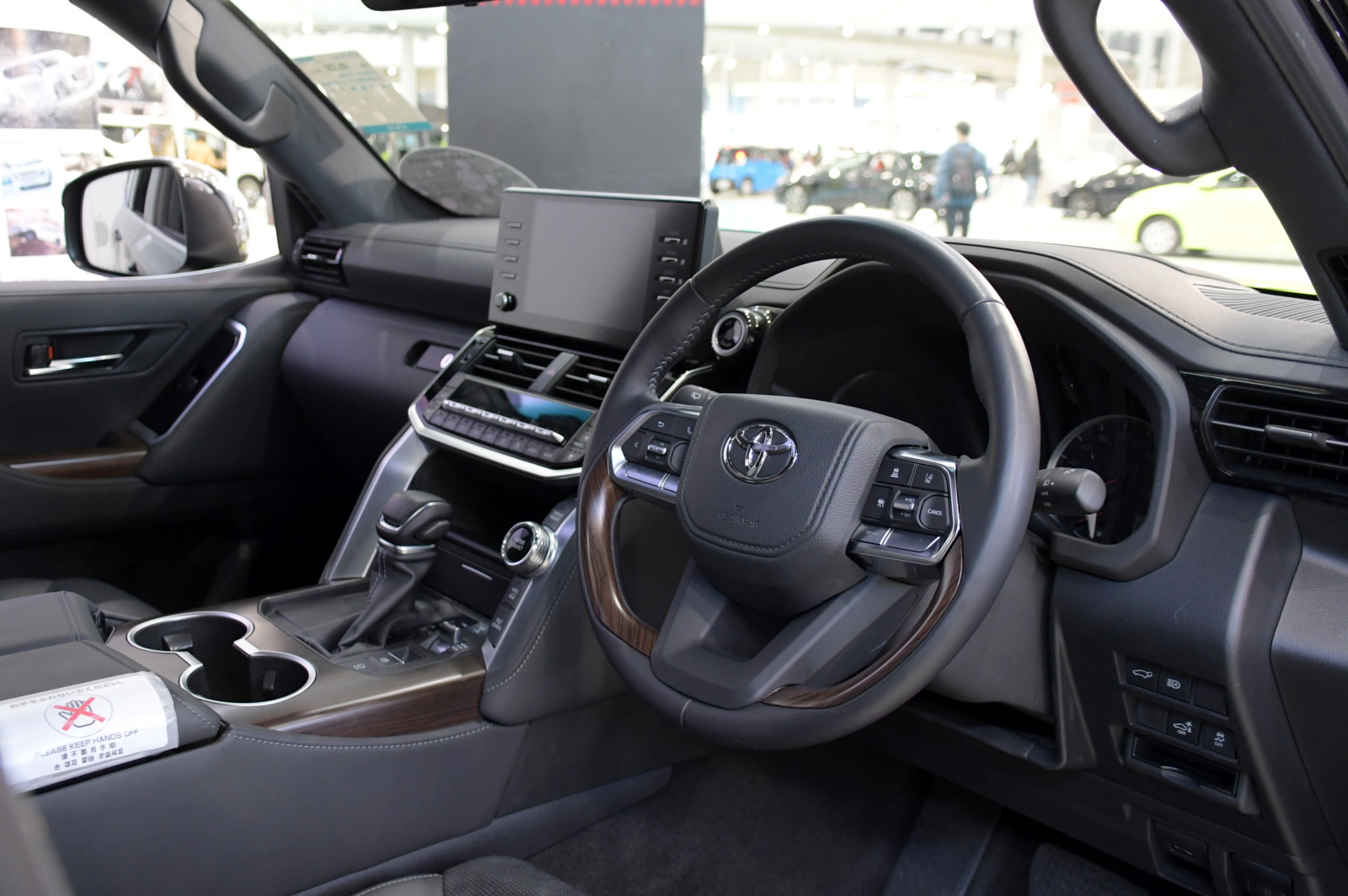
內裝